# 新霍普 (伊利諾伊州)
新霍普（英語：New Hope）是位於美國伊利諾伊州薩林縣的一個非建制地區。該地的面積和人口皆未知。

## 地理
新霍普的座標為37°47′38″N 88°41′20″W / 37.79389°N 88.68889°W，而該地的平均海拔高度為149米（即489英尺）。